# Милидух
Кнез Милидух (790–806.) је био лужичкосрпски кнез. Предводио је Словене у побуни против франачке владавине Карла Великог. Милидух и други словенски принц Несита погинули су у близини садашњег града Вајсенфелса (Немачка) у борби са Францима под командом Карла Млађег 806. године. Кнез Милидух је имао двојицу синова, који су се по предању поделили тако да је један од њих повео део српског народа на југ, односно Балкан, а други остао у Полабљу са делом народа који је временом у великој мери германизован. Остаци тог народа су данашњи балкански Срби и Лужички Срби.
Према Аналима франачког краљевства био је кнез, а по „Chronicon Moissiacense” краљ. У Аналима се помиње као „Melito”, а код „Chronicon Moissiacense” као „Nusito”. Због тога има различита имена у старијој и новијој литератури. У Лужици се најчешће зове Милидух.
У 766. години франачка војска је напала Лужичане у средњем току Зале. У 782. години дошло је до устанка, где су Лужичани разарали Тирингију и Саксонију између Зале и Лабе, који се завршио победом Франачке која је освојила словенска племена код Веидахабурга, крај Наумбурга. 789. Карло Велики уз помоћ Срба, Фризијаца, Ободрита и Саксонаца успева да пређе реку Лабу, Хафел и продре на територију Велета. После овог Драговит је морао да буде лојалан Карлу Великом. Након тога су покорили немачка племена Саксонце и словенска племена Љутиће 805. године, напали су српско племе Гломаче у области северног Мајсенае и код Аустразије, касније је Карло Велики направио кампању против Словена у Бохемији. После освајање 805. године створена је граница према Србима због економског, војног и етничког раздвајања између Германа у Франачкој и Словена. 806. године је опет дошло до упада у Лужицу, битке су се десиле код средњег слоја Елбе (код Десауа и Србишта), франачку војску је преводио Карло Млађи, син Карла Великог и највероватније се битке десиле у Доњој Лужици (у близини Калауа). У бици код Гера у истој години пао је Милидух.. После његове смрти нека српска племена су примила франачку власт. После ове битке потпао је добар део области између Халеа и Магдебурга под франачку власт. Даљи устанци су се ређали 816, 838. и 839. године. Те године је пао Цзимислав, кнез Коледића. Његов главни град, као и друге градове су уништили Саксонци.
Од 9. века територија племенског савеза Срба се шири укључујући подружје Лужице, етноним Срби се шири на исток до реке Одре међу Лужичане, Миличане и друга племена.
Ајнхард описује улаз Карла Великог у „српску земљу”ː
Et inde post non multos dies Aquasgrani veniens Karlum filium suum in terram Sclavorum, qui dicuntur Sorabi, qui sedent super Albim fluvium, cum exercitu misit; in qua expeditione Miliduoch Sclavorum dux interfectus est, duoque castella ab exercitu aedificata, unum super ripam fluminis Salae, alterum iuxta fluvium Albim.— Анали франачког краљевства, 806. година
Не зна се где је Милидух сахрањен, али о томе постоји једна легенда да он није погинуо, него да са свим српским краљевима спава у једној пећини код Герлица и да ће да се пробуди кад буде било време да се ојача Лужица.